# アジャンタ・メンディス
バラプワドゥゲ・アジャンタ・ウィンスロー・メンディス(Balapuwaduge Ajantha Winslo Mendis 、タミル語:துகே அஜந்த வின்ஸ்லோ மென்டிஸ 、1985年3月11日 - )は、スリランカのモラトゥワ出身のクリケット選手。現在はインディアン・プレミアリーグのコルカタ・ナイト・ライダーズに所属しており、クリケットスリランカ代表にも選ばれている。ポジションはボウラーで球速はそれほど速くはないが、グーグリー、トップスピナー、フリッパー、レッグブレークなどの多彩な変化球を配給に組み込んで勝負する。
2007年から2008年のシーズンはスリランカ軍のクリケットチームの一員として6試合で10.56の打率や、46ウィケッツ、31のストライクレートを記録した。2008年4月にはクリケットスリランカ代表よりカリブのツアーの際のメンバーの一人として招集を受けた。
2008年9月にはドバイで開催された国際クリケット評議会による賞の授与式に出席し、エマージング・プレイヤー・オブ・ザ・イヤーを受賞した。
2009年3月3日には、遠征先のパキスタン・ラホールのカダフィスタジアム付近でバスで移動中だったところ、覆面をした銃を持った男たちに囲まれ銃撃を受けた。彼は負傷したものの幸い命に別条はなかった。しかしバスを守った5人の警察官が銃撃を受け命を落としている。